# مقاطعة فيير (ألبانيا)
مقاطعة فيير  (بالألبانية:  Qarku i Fierit) هي واحدة من 12 مقاطعة في ألبانيا.عدد سكانها في تعداد 2011 بلغ 310331، في مساحة 1890 كيلومتر مربع. وعاصمتها هي مدينة فيير.